# Relikvije smrti
Relikvije Smrti (eng. Deathly Hallows) su tri magijska predmeta koja su fokus knjige Hari Poter i Relikvije Smrti - Nepobedivi štapić, Kamen Vaskrsnuća i Plašt nevidljivosti. Kada su u posedu jedne osobe, po legendi, ta osoba će zagospodariti nad Smrću. Ovi predmeti su upamćeni kao deo čarobnjačke bajke Priča o Tri Brata, koja je vremenom postala mitologijska, iako mali broj čarobnjaka, uključujući i Dambldora, i dalje veruju u njihovo postojanje i u potrazi su za ovim predmetima.

## Priča o Tri Brata
Priča se nalazi u zbirci čarobnjačkih priča Pripovesti Barda Bidla.
Priča govori o tri brata koja su izbegavala Smrt, koja im je dala da biraju šta žele. Najstariji brat je izabrao štapić koji će biti nepobediv, srednji je tražio način da vrati u život mrtve, dok je najmlađi tražio ogrtač koji će ga učiniti nevidljivim, čak i pred očima same Smrti. Vremenom, prvi brat je poginuo, drugi je izvršio samoubistvo, dok je treći brat u dubokoj starosti ogrtač poklonio svom sinu i sprijateljio se sa Smrću. Veruje se da se priča odnosi na Braću Peverel, ali mnogi veruju da je priča istinita. Simbol Relikvija Smrti je usvojio mračni čarobnjak Gelert Grindelvald kao svoj lični simbol, stoga mnogi čarobnjaci greškom tumače ovaj simbol kao simbol crne magije.

## Relikvijeu serijalu oHari Poteru
Dambldor je bio u potrazi za ovim relikvijama, prvobitno u svojoj mladosti kao blizak prijatelj Grindevalda, jer je njihov posed trebao da im daruje veliku čarobnjačku moć. Kasnije je njegova potreba za ovim Relikvijama pojačana smrću njegove sestre. Vremenom, Dambldor zaključuje da je nedostojan poseda ovih Relikvija i smatra da je Hari dostojniji toga, ali se plaši da Hari ne podlegne njihovim moćima, stoga on izokola navodi Harija u potrazi za Relikvijama.
S druge strane, Voldemor je u potrazi za Nepobedivim štapićem zbog njegovih sposobnosti, jer njegov prethodni štapić nije uspeo da ubije Hari Potera. Voldemor nije bio upoznat s tim da je Štapić jedna od tri Relikvije. U njegovom posedu se našao Kamen Vaskrsnuća, mada ga je on upotrebio kao horkruks. Dambldor tvrdi da sumnja da bi Voldemor imao ikakva interesovanja za Kamen Uskrsnuća i Plašt nevidljivosti čak i da je znao za njihovo postojanje.
Blagovremeno Hari dolazi u posed sve tri Relikvije - ogrtač nasleđuje od svog oca Džejmsa Potera, za koga će se kasnije utvrditi da je potomak Braće Pervel. Kamen Vaskrsnuća je bio u skrivalici koju mu je Dambldor zaveštao, dok je lojalnost Nepobedivog štapića zadobio kada je u dvoboju pobedio i razoružao prethodnog vlasnika - Draka Melfoja, koji je nesvesno do štapića došao nakon Dambldorove smrti.
Nakon Voldemorove smrti, Hari koristi Nepobedivi štapić da popravi svoj stari, oštećeni štapić, a nakon toga ga vraća u Dambldorov grob, kako bi Dambldorovu smrt učinio prirodnom i time Štapić umire zajedno sa njim. U filmu, Hari shvata da je štapić isuviše moćan da bi pao u pogrešne ruke, stoga ga on lomi na dva dela i baca sa mosta. Kamen Uskrsnuća mu ispada u Zabranjenoj šumi, ali on odlučuje da ga ne traži sa nadom da ni jedan čarobnjak ili veštica nikada neće doći u posed sve tri Relikvije. Plašt odlučuje da zadrži kao sopstveno nasleđe sa željom da ga zavešta sopstvenoj deci jednog dana.

## Nepobedivi Štapić
Nepobedivi Štapić (eng. The Elder Wand), kroz istoriju poznat i kao Štapić Smrti ili Štapić Sudbine, je čarobni štapić izuzetne
moći, napravljen od drveta zove sa srži od repne dlake testrala. Dok su mnogi čarobnjaci čuli za veoma moćne štapiće u čarobnjačkoj istoriji, eksperti za magične štapiće, kao i lovci na Relikvije Smrti , su shvatili da je sve to jedan te isti štapić, koji se periodično pojavljuje u rukama novih vlasnika.
Prema legendi, lojalnost štapića se može pridobiti samo ubistvom prethodnog vlasnika, čime je "trag krvi prosut preko stranica čarobnjačke istorije", čineći da se ova relikvija najlakše verifikuje kao realan predmet. Međutim, Hari saznaje od Gerika Olivandera - proizvođača štapića, da je ovo popularno shvatanje zapravo netačno: Nepobedivi štapić zapravo svoju lojalnost prenosi nakon pobede ili razoružavanja, ne nužno ubistva, prethodnog vlasnika. U suprotnom, nikada neće u potpunosti raditi za novog vlasnika. Ova suptilna razlika postaje osnova na kojoj je Voldemor pobeđen. Dok je Voldemor verovao da je osvojio lojalnost štapića ubivši Snejpa, koji je ubio Dambldora; Hari shvata da je on zapravo pobedio pravog vlasnika štapića, Draka Melfoja, koji je razoružao Dambldora pre nego što će ga Snejp ubiti. Ovo je učinilo Harija, a ne Voldemora, pravim vlasnikom štapića u njihovom konačnom obračunu, iako ni Hari ni Drako nisu fizički posedovali štapić u datom momentu.
Sudeći po čarobnjačkom folkloru, Štapić korišćen od strane istinskog vlasnika ne može biti pobeđen u duelu. Ovo verovanje je netačno, budući da je Dambldor uspeo da porezi legendarnog mračnog čarobnjaka Grindelvalda, koji je u tom momentu bio vlasnik štapića. Pominje se, takođe, da je štapić osetljiv (kao i svi štapići) i da neće dozvoliti sebi da izazove štetu istinskom vlasniku. Ukoliko vlasnik umre prirodnom smrću, a da nije razoružan ili pobeđen, izuzetna moć štapića će se završiti za svakog budućeg vlasnika, budući da nije osvojena od prethodnika.
Moć Nepobedivog štapića se prvi put pominje u istoriji, kada je Antioh Peverel (eng. Antioch Peverell), najstariji od mitska Tri Brata, imao duel sa svojim dugogodišnjim neprijateljem. Pobedio je, ostavivši neprijatelja mrtvog na podu. nakon hvalisanja o svom nepobedivom štapiću, Antioh je opljačkan i ubijen u snu od strane rivala koji je želeo štapić. Vremenom je štapić došao u posed Mikeva Gregoroviča, bugarskog proizvođača štapića. Gregorovič se takođe hvalisao štapićem, misleći da će mu to dati na popularnosti. Grindelvald mu je ukrao štapić i želeo je da čarobnjačku prevlast nametne svetu. Grindelvald biva poražen "na vrhuncu svoje moći" od strane Dambldora, koji je u svojim kasnijim godinama tvrdio "Jedina Relikvija koja je podobna za posedovanje, ne da bi se hvalisao, niti ubijao njome, već da bi je ukrotio".

## Kamen Uskrsnuća
Kamen Uskrsnuća (eng. The Resurrection Stone) svome vlasniku dozvoljava da iz mrtvih vrati voljene, u polu-fizičkoj formi, i da
sa njima komunicira. Forma Sirijusa Bleka koju je prizvao kamen, objašnjava Hariju da su on i ostale forme kreirane kamenom, deo Harija i nevidljive ostalima. Ovo sugeriše da su ove pojave sačinjene od sećanja, a ne zapravo vaskrsli ljudi. Prema legendi koja govori o poreklu Relikvija Smrti, upotreba Kamena Uskrsnuća navela je vlasnika da izvrši samoubistvo jer je iz mrtvih vratio svoju preminulu verenicu koja je bila vrlo nesrećna u svetu živih jer nije tu pripadala. Do trenutka kada je Kamen došao u posed Marvolo Gaunta, već je bio postavljen u prsten u kome je izgraviran simbol Relikvija Smrti, za koji je neupućeni Gaunt smatrao da je grb Peverelovih; on je prsten nosio kako bi se hvalio svojim poreklom i čistokrvnošću. I Dambldor i Grindelvald su želeli kamen, ali iz različitih pobuda. Dok je Dambldor želeo da komunicira sa preminulim članovima porodice, Grindelvald je navodno želeo da ga iskoristi za stvaranje armije zombija, poput inferijusa. Hari je rekao da je ovo Relikvija koju bi najviše želeo, kao i Dambldor, može da navede poimence ljude sa kojima bi želeo ponovo da komunicira. Voldemor je postao svestan starosti prstena, iskoristio ga je za horkruks, nesvestan dodatnih magičnih moći koje prsten poseduje.
Dambldor je povratio prsten iz Gauntovog poseda, prepoznajući ga i kao Relikviju i kao horkruks. Zaboravivši da je kao horkruks, vrlo verovatno, zaštićen Voldemorovim činima, i zaslepljen sopstvenim željama, Dambldor je pokušao da uzme Kamen u nastojanju da razgovara sa preminulim članovima porodice. Kletva mu je uništila ruku i nastavila da mu se širi po telu. Iako je Snejp uspeo da širenje delimično zaustavi u uništenoj i pocrneloj ruci, Dambldor je bio proklet, ostavši sa možda još godinu dana života. Prilikom susreta na Kings Kros stanici, Dambldor je priznao Hariju da je ovo dokaz da ništa nije naučio iz svojih grešaka i ambicija da koristi Relikvije, i da je to delimično razlog njegovog straha da će Hari postati opsednut njihovim moćima da mu je rekao za njih.
kamen je kasnije nasledio Hari od Dambldora, skriven unutar zlatne skrivalice koju je Hari uhvatio ustima, skoro je progutavši, u svom prvom meču kvidiča. Skrivalica je otkrila poruku "Otvaram se na završnici" nakon što ju je Hari dodirnuo usnama. On nije uspeo da je otvori sve dok nije bio blizu smrti u Zabranjenoj šumi, i tada je shvatio da "završnica" zapravo znači kraj, odnosno njegovu smrt. Hari je iskoristio Kamen da prizove voljene koji su preminuli - svoje roditelje, svog kuma, Sirijusa Bleka i Remusa Lupina - kako bi ga utešili i dali mu snage, pre nego što se susretne sa smrću iz Voldemorove ruke. Kamen bespovratno pada iz Harijevih prstiju kako se on približavao Voldemorovom logoru. Hari preživljava ovaj susret, a kasnije se on i Dambldorov portret slože da Hari nikome neće reći gde je Kamen niti ga tražiti. U intervjuu iz 2007, Roulingova je izjavila da želi da veruje da je Kamen utisnut kentaurovim kopitom, i time zakopan zauvek.

## Plašt Nevidljivosti
Prema legendi, Plašt Nevidljivosti (eng. Cloak of Invisibility) ima moć da zaštiti od očiju Smrti onog koji ga nosi. To je Relikvija koja
je pripadala najmlađem bratu, koji nije verovao Smrti i skrivao se od nje do svoje duboke starosti kada je bio spreman da umre. Hari ga poseduje kroz ceo srijal, iako tek kasnije saznaje njegovu pravu moć i poreklo.
Za razliku od ostalih plaštova čije je postojanje poznato, ovo je unikatno pravi Plašt Nevidljivosti, time što onog koji ga nosi potpuno štiti od tuđeg pogleda i njegova moć ne kopni vremenom niti može biti umanjena činima; drugi plaštovi gube svoju sposobnost vremenom i postanu iznošeni. Na kraju Relikvija Smrti, Dambldor objašnjava Hariju pravu moć Plašta, da može štititi i druge jednako kao svog vlasnika. Ovo postaje očigledno kada ne reaguje na čin dozivanja od strane Smrtoždera dok štiti Harija, Rona i Hermionu. Hermiona tvrdi da je ovo relikvija koju bi ona koristila, citirajući korisnosti koje je Hari otkrio.
Plašt je prvobitno pribadao Ignotusu Peverelu (eng. Ignotus Perevell). nakon njegove smrti, Plašt je prelazio sa oca na sina, putem Ignotusovih potomaka do Džejmsa Potera. Plašt nije bio u Džejmsovom posedu u noći kada je ubijen; on ga je prethodno pozajmio Dambldoru koji je bio zainteresovan za Relikvije Smrti i sumnjao je da je nasleđe Poterove porodice mnogo više nego što se činilo. Dambldor je vratio plašt Hariju nekoliko godina kasnije, kao Božićni poklon, tokom Harijeve prve godine u Hogvortsu. Hari Plašt koristi tokom čitavog serijala u nameri da se šunja školom tokom svojih avantura. iz sličnih razloga ga je koristio i Harijev otac.
Dok Plašt čini nevidljivim onog koji ga nosi pred očima Normalaca i čarobnjaka, neka bića su sposobna da osete ljude skrivene pod njim. Zmije, na primer, ne mogu da vide kroz Plašt Nevidljivosti, ali nekako mogu da detektuju ljude pod njim. Gospođa Noris, mačka Argusa Filča, takođe je mogla da oseti Harija. Nosioci istog takođe mogu biti detektovani uz pomoć čini Otkrivanja. U Hari Poter Vatreni Pehar, Ćudljivkovo magično oko može da vidi Harija pod Plaštom. U Zatvoreniku iz Azkabana, Dambldor upozorava da percepcija Dementora nije ometena Plaštom iz razloga što su oni slepi, ali registruju ljudske emocije.
U predstavi Hari Poter i Ukleto Dete, Hari poklanja Plašt najstarijem sinu Džejmsu, međutim, Džejmsov mlađi brat Albus krade Plašt i koristi ga kako bi izbegao nasilnike u Hogvortsu.